# Tachysoniscus austriacus
Tachysoniscus austriacus är en kräftdjursart som först beskrevs av Karl Wilhelm Verhoeff 1908.  Tachysoniscus austriacus ingår i släktet Tachysoniscus och familjen Trichoniscidae. Inga underarter finns listade i Catalogue of Life.